# Ashe (Hampshire)
Ashe – wieś w Anglii, w hrabstwie Hampshire. Leży 22 km na północny wschód od miasta Winchester i 83 km na zachód od Londynu.